# Пауерс Лејк (Висконсин)
Пауерс Лејк (енгл. Powers Lake) насељено је место без административног статуса у америчкој савезној држави Висконсин.

## Демографија
По попису из 2010. године број становника је 1.615, што је 115 (7,7%) становника више него 2000. године.
| Група             | 2000.         | 2010.         |
| Белци             | 1.439 (95,9%) | 1.524 (94,4%) |
| Афроамериканци    | 5 (0,3%)      | 5 (0,3%)      |
| Азијати           | 4 (0,3%)      | 5 (0,3%)      |
| Хиспаноамериканци | 32 (2,1%)     | 66 (4,1%)     |
| Укупно            | 1.500         | 1.615         |